# Alfonso García Robles
Alfonso García Robles (n. 20 martie 1911, Zamora⁠(d), Michoacán, Mexic – d. 2 septembrie 1991, Ciudad de México, Mexic) a fost un diplomat și politician mexican care, împreună cu suedezul Alva Myrdal, a primit Premiul Nobel pentru Pace în 1982.

## Biografie
García Robles s-a născut în Zamora, Michoacán, și s-a format în drept la Universitatea Națională Autonomă din Mexic (UNAM), Institutul de Studii Internaționale Superioare din Paris, Franța (1936) și Academia de Drept Internațional de la Haga din Țările de Jos (1938) înainte de a se alătura serviciului extern al țării sale în 1939.
El a servit ca delegat la Conferința de la San Francisco din 1945, care a înființat Organizația Națiunilor Unite. A fost ambasador în Brazilia din 1962 până în 1964 și a fost secretar de stat la Ministerul Afacerilor Externe între 1964 și 1970. În 1971–1975 a fost reprezentantul țării sale la Națiunile Unite înainte de a fi numit ministru de externe în 1975–1976. Apoi a fost numit reprezentant permanent al Mexicului la Comitetul pentru dezarmare al ONU.
García Robles a primit premiul pentru pace ca forță motrice din spatele Tratatului de la Tlatelolco, înființarea unei zone fără nucleare în America Latină și Caraibe. Acordul a fost semnat în 1967 de majoritatea statelor din regiune, deși unele state au avut nevoie de ceva timp pentru a ratifica acordul.
A fost admis la Colegio Nacional din Mexic în 1972. Numele său a fost înscris pe Zidul de Onoare al Palacio Legislativo de San Lázaro, clădirea Camerei Reprezentanților a Mexicului, în 2003. Văduva sa a murit în 2005 la vârsta de 83 de ani.